# Phlegra yuzhongensis
Phlegra yuzhongensis là một loài nhện trong họ Salticidae.
Loài này thuộc chi Phlegra. Phlegra yuzhongensis được Yang & Guo Tang miêu tả năm 1996.